# Masyu

Beispiel

Lösung des Beispiels

Masyu (japanisch ましゅ mashu, deutsch ‚schlechter Einfluss‘) ist ein Rätsel, das von Nikoli veröffentlicht wird. Es ist auch unter dem Namen Perlenkette oder Pfadfinder bekannt.

## Regeln
Masyu wird auf einem rechteckigen Gitter gespielt. Einige Quadrate enthalten einen weißen oder einen schwarzen Kreis.
Ziel des Spieles ist es, einen geschlossenen Weg durch alle Kreise zu zeichnen. Dabei gelten die folgenden Regeln:
- Der Weg betritt und verlässt ein Quadrat immer über eine Kante
- Der Weg darf sich nicht selbst schneiden
- Weiße Kreise werden in gerader Linie durchquert, aber der Weg muss vor oder nach dem weißen Kreise um 90 Grad abbiegen
- Schwarze Kreise liegen auf einer Kurve, die um 90 Grad abbiegt. Die Felder neben den schwarzen Kreisen werden in gerader Linie durchlaufen.

## Geschichte
Masyu erschien erstmals in Puzzle Communications Nikoli 84 unter dem Titel Shinju no Kubikazari (真珠の首飾り ‚Perlenkette‘); damals noch ohne schwarze Kreise. Die Version mit zusätzlichen schwarzen Kreisen erschien erstmals in Ausgabe 90 unter dem Namen Shiroshinju Kuroshinju (白真珠黒真珠 ‚schwarze und weiße Perlen‘). Der Name Masyu beruht auf einem Insiderwitz im Verlag Nikoli.

## Varianten
- Anstelle eines geschlossenen Weges kann auch ein Weg von einem Startpunkt zu einem Ziel gesucht sein.

- Es gibt zusätzlich oder ausschließlich graue Punkte und der Löser hat herauszufinden, ob diese weiß oder schwarz sind

- Das Diagramm ist ein Torus, d. h. linker und rechter Rand sowie oberer und unterer Rand sind miteinander verheftet.

- Das Diagramm ist in Gebiete aufgeteilt; der Rundweg muss in jedem Gebiet mindestens einmal abbiegen.